# Чентро 15 (Рим)
Чентро 15 је насеље у Италији у округу Рим, региону Лацио.
Према процени из 2011. у насељу је живело 61 становника. Насеље се налази на надморској висини од 2 м.